# Tipula (Dendrotipula) fortistyla
Tipula (Dendrotipula) fortistyla is een tweevleugelige uit de familie langpootmuggen (Tipulidae). De soort komt voor in het Palearctisch gebied.